# Militia Templi – Christi pauperum Militum Ordo
A Militia Templi – Christi pauperum Militum Ordo (Templomos Lovagrend – Krisztus szegény Lovagjainak Rendje) egy római katolikus laikus lovagrend.

## Történet
1979-ben Olaszországban gróf Marcello Alberto Cristofani della Magione Clairvaux-i Szent Bernát „De laude novae militiae” című művének szellemiségét követve új szerzetesrendet alapított Templomos Lovagrend (Militia Templi – Christi pauperum Militum Ordo) néven, a jogutódlás követelése nélkül, de az ősi Rend reguláját alapul véve. Ez a Rend még abban az évben állami, 1988-ban pedig egyházi jóváhagyást nyert. 1989-ben II. János Pál pápa örök érvénnyel egy sor teljes búcsút engedélyezett a templomos lovagok életének különböző ünnepeire, e mellett a Vatikánban bíboros patrónust is nyert Őexcellenciája, Edouard Gagnon (+2007) személyében. A Lovagrend egyházi elismerését mutatja még, hogy a „Dizionario degli Istitut di Perfezione” (Edizione Paoline, Roma 1997) című hivatalos egyházi kiadvány a „Templomosok restaurációja” című fejezetben ezt a lovagrendet ismerteti, mint az egyetlen legitim Templomos Lovagrendet.
Az újjáalakult Templomos Lovagrend és annak magyar preceptóriája, méltó módon az ősi templomosokhoz, egyházi lovagrendként kíván itthon is működni. A működését Magyarországon 1999-ben Dr. Seregély István egri érsek, a Magyar Katolikus Püspöki Konferencia akkori elnöke engedélyezte az ország területére. E mellett területi működési engedélyekkel rendelkezik Gyulay Endre szeged-csanádi püspök atyától (1998, 1999), Dr. Dankó László (+1999) kalocsa-kecskeméti érsek atyától (1998), Dr. Várszegi Asztrik OSB főapát-püspöktől (1999) is. A Rend hazai lovagjai tetteikkel és lelkiségükkel, amely a katolikus szenthagyományban és XVI. Benedek pápa 2007-es Summorum Pontificum motu proprio-jában foglalt szabályozásának megfelelően, a liturgikus ünneplés rendkívüli formájában (forma extraordinaria) nyugszik, igazolják elkötelezettségüket, lelki és szellemi rátermettségüket, valamint teljes és feltétlen hűségét a katolikus Anyaszentegyház iránt.
A magisztràlis szèk cìme: Castello della Magione, Poggibonsi (Siena) Olaszország.

## Lásd még
- Templomosok
- Castello della Magione

## Ajánlott irodalom
- Ordine della Milizia del Tempio, Regola dei poveri Cavalieri di Cristo, Cancelleria Magistrale della Milizia del Tempio, Poggibonsi (Siena) 1992;
- Ordine della Milizia del Tempio, Sviluppo e Criteri di Sviluppo, Cancelleria Magistrale della Milizia del Tempio, Poggibonsi (Siena) 2006;
- AA.VV., I Templari: Mito e Storia. Atti del Convegno internazionale di studi della Magione Templare di Poggibonsi - Siena, 29-31 maggio 1987, Viti-Riccucci, Sinalunga (Siena) 1989;
- Giuseppe Mantelli, La Magione casa templare sulla via Francigena, La Magione dei Templari, Poggibonsi (Siena) 1990;
- Giancarlo Rocca, La restaurazione dei templari, in Guerrino Pelliccia e G. Rocca (diretto da), Dizionario degli Istituti di Perfezione, vol. IX, Paoline, Roma 1997, coll. 903-905;
- AA.VV., Kèter èv szerzetessège, vol. II, Dinasztia, Budapest 1998, pp. 1279–1282;
- Isidoro Palumbo (a cura di), La Milizia del Tempio, p.i.p., Bologna, 1990.

## Külső hivatkozások
- Magiszteri Szék
- A Templomos Lovagrend Észak-Amerikai Preceptóriája Archiválva 2021. január 23-i dátummal a Wayback Machine-ben
- A Templomos Lovagrend Német Preceptóriája
- Magyarok Praeceptoriájának Hivatalos Honlapja
- Cesnur
- de:Diskussion:Militia Templi
- http://www.kathpedia.com/index.php?title=Diskussion:Militia_Templi Archiválva 2016. március 4-i dátummal a Wayback Machine-ben
- https://web.archive.org/web/20090829190303/http://www.kath.net/detail.php?id=13777 (Vatikanzeitung dementiert Gerüchte um ,Templerorden’)
- http://infomilitiatempli.blogspot.ro/ Archiválva 2015. december 23-i dátummal a Wayback Machine-ben